# ダイグラフィア

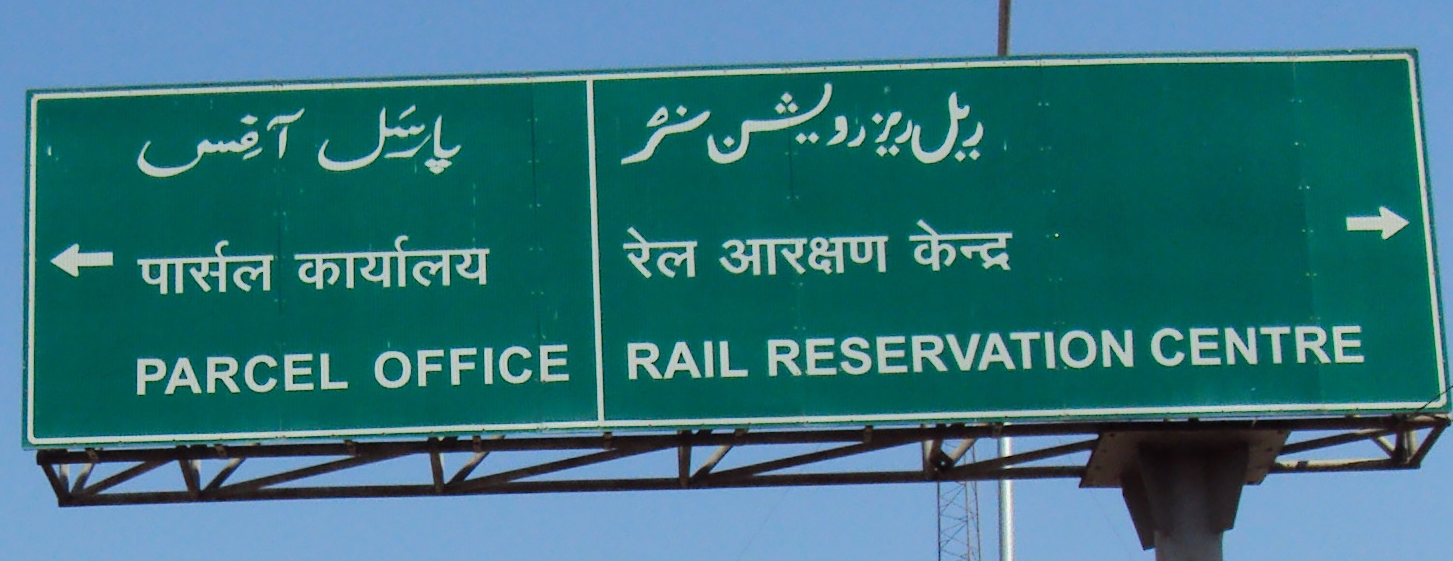
ヒンドゥスターニー語（ヒンディー・ウルドゥー語）は共時的なダイグラフィアの一例である。 写真はインドにおける道路標識であり、上段にペルシア文字、中段にデーヴァナーガリー、下段に英語の翻訳表記がされている。

社会言語学において、ダイグラフィア（英語:  digraphia）とは、同一の言語において複数の文字体系が使用されることを意味する。ダイグラフィアには、ある言語に対して二つ以上の文字体系が同時に用いられる共時的なダイグラフィア（英: synchronic digraphia）と、ある文字体系が他の文字体系に置き換わり時代によって使用される文字が異なる通時的なダイグラフィア（英: diachronic digraphia）がある。
ダイグラフィアの存在は言語計画、言語政策、言語イデオロギーと密接にかかわっている。

## 語源
英語の「digraphia」は、ギリシア語の「δι-（二つの）」と「-γραφία（文字）」に由来する。ダイグラフィアは同様にギリシア語に由来するダイグロシア（英語: diglossia）という用語に基づいており、ダイグロシアが複数の言語・方言がある同一集団・地域内で使用されることを指すのに対して、ダイグラフィアは複数の文字体系の使用を意味する。

## 共時的ダイグラフィア
現代における共時的なダイグラフィアの例としてセルビア語が挙げられる。セルビア語はキリル文字とラテン文字の両方で表記され、セルビア語話者は基本的にどちらの文字体系でも読み書きが可能である。他の例としてパンジャーブ語では二つの文字体系が用いられる。インドのパンジャーブ地方ではシャーラダー文字の系統のグルムキー文字を用い、パキスタンではシャームキー文字（シャー・ムキー体）というナスタアリーク体を変えたアラビア文字を用いるが、どちらの文字の表記においても発音や読みに違いはない。またコンカニ語はデーヴァナーガリー・カンナダ文字・ラテン文字で表記される。
現代セルビア語はキリル文字とラテン文字の両方で書記される。ほとんどのセルビア語話者は両方の文字で読み書きができるが、ローマンカトリックのクロアチア人およびムスリムのボスニア人は一般的にラテン文字を用い、正教徒のセルビア人は両方を使用するのが普通である。イヌクティトゥット語も公式にはダイグラフィアの状態であり、ラテン文字とカナダ先住民文字が用いられる。 ヒンドゥスターニー語ではデーヴァナーガリーとペルシア文字で表記されるが、大半の話者はどちらか一方の文字体系しか知らず、それぞれの表記はヒンディー語とウルドゥー語の規範に従うのが一般的である。
日本語の表記体系では複雑なダイグラフィアが発達している。William C. Hannasは日本語におけるダイグラフィアを、時折見られるローマ字表記による「真のダイグラフィア」と三つの文字体系（漢字・ひらがな・カタカナ）に異なる機能を持たせ用いる「トリグラフィア」に分類している。日本語は漢語系語彙に用いられる標語文字の漢字、固有語に用いられる平仮名、外来語や視覚的な強調に用いられるカタカナによって表記される。例として日本という国名は通常漢字を用いて「日本」と表記されるが、ひらがなを用いて「にほん」、カタカナを用いて「ニホン」とも表記できる（加えて「Nihon」というローマ字表記もあり得る）。日本語ではどの文字体系を使用するかにある程度の柔軟性があり、またその選択がある種社会的な意味を持っている。
また他の例として、マレー語では通常ラテン文字が用いられるが、ある特定の地域（マレーシアのクランタン州やブルネイ）ではジャウィ文字と呼ばれるアラビア文字の一種が使用される。
現代の書記中国語では簡体字もしくは繁体字の使用によって、ダイグラフィア、より正確には異なる字形が用いられるためダイグリフィア（英語: diglyphia）が問題となる。
アイヌ語では、かつてはローマ字、キリル文字、カタカナ、ひらがななどで表記されていたが、今では日本においてローマ字とカタカナ表記が一般的である。また、時には日本語の借用語をそのまま借り入れる場合があり、カタカナと同時にひらがなや漢字が混ざり込むことがある。

## 通時的ダイグラフィア
通時的ダイグラフィアはある言語が使用する文字体系を替えることを指し、言語変化によって連続的に、もしくは言語改革によって急激に起こり得る。突然に文字を替えた例としてトルコ語があり、わずか1年で書記体系をアラビア文字（ペルシア文字）からラテン文字に変更している。また徐々に文字が置き換わった例として朝鮮語表記の漢字からハングルへの移行プロセスは（議論はあるものの）およそ5世紀にまたがっている。
通時的なダイグラフィアの例にはトルコ語があり、元々ペルシア文字で表記されていたが1928年からラテン文字による表記に切り替わっている。
通時的ダイグラフィアの極まった例としてアゼルバイジャン語は歴史的に突厥文字、アラビア文字、ラテン文字、キリル文字、そしてまたラテン文字で表記されるようになっている。
文字体系を切り替えた言語の例は多くある。ルーマニア語は1860年代にキリル文字からラテン文字に移行し、ベトナム語はチュノムと呼ばれる漢字表記の代わりにラテン文字による表記を使用するようになった。トルコ語、スワヒリ語、ソマリ語、マレー語（部分的）はアラビア文字からラテン文字表記に切り替わっている。またかつてのソビエト連邦に属していた言語の多くはソビエト連邦の崩壊以後キリル文字を廃止しており、モルドヴァ語、アゼルバイジャン語、トルクメン語、ウズベク語は全てラテン文字表記に移行しているが、ウズベク語のキリル表記は現在も盛んに行われている。